# Kavranovo jezero
Kavranovo jezero je slatkovodno jezero smješteno na južnoj strani masiva Kavranova sten. (2200 m sjeverno od Crikvenice).

## Opis
Dimenzija jezera može varirati zavisno od doba godine,tako da se za velikih kiša može povećati na 143 m2. Jezero je najpliće na sjevernom dijelu, dok je južna strana dublja,i doseže do 0,7 m.
Jezero je također i prirodni rezervoar pitke vode s zapreminom od gotovo 38 000 l.

## Vanjske poveznice
- Kulturni turizam Hrvatska